# Hydrotaea parva
Hydrotaea parva este o specie de muște din genul Hydrotaea, familia Muscidae, descrisă de Meade în anul 1889. Conform Catalogue of Life specia Hydrotaea parva nu are subspecii cunoscute.